# دهستان محمودآباد (ایلام)
دهستان محمودآباد، یکی از دهستان‌های بخش سیوان شهرستان ایلام در استان ایلام ایران است. مرکز این دهستان، روستای محمودآباد است. این دهستان شامل روستاها، مزرعه ها و مكان های زير است:
1 – محمود آباد 2 – مله گل زرد 3 – طولاب 4 – گاوز 5 – كله كبود 6 – شان كبود 7 – سربيشه 8 – چهارراه 9 – چنگينه قجر 10 – چشمه داوی 11 – چاويز 12 – چپه سورگه.

## جمعیت
بر پایه سرشماری عمومی نفوس و مسکن در سال ۱۳۹۵، جمعیت دهستان محمودآباد برابر با ۲٬۷۶۰ نفر بوده است.